# الأحكام العرفية في بولندا

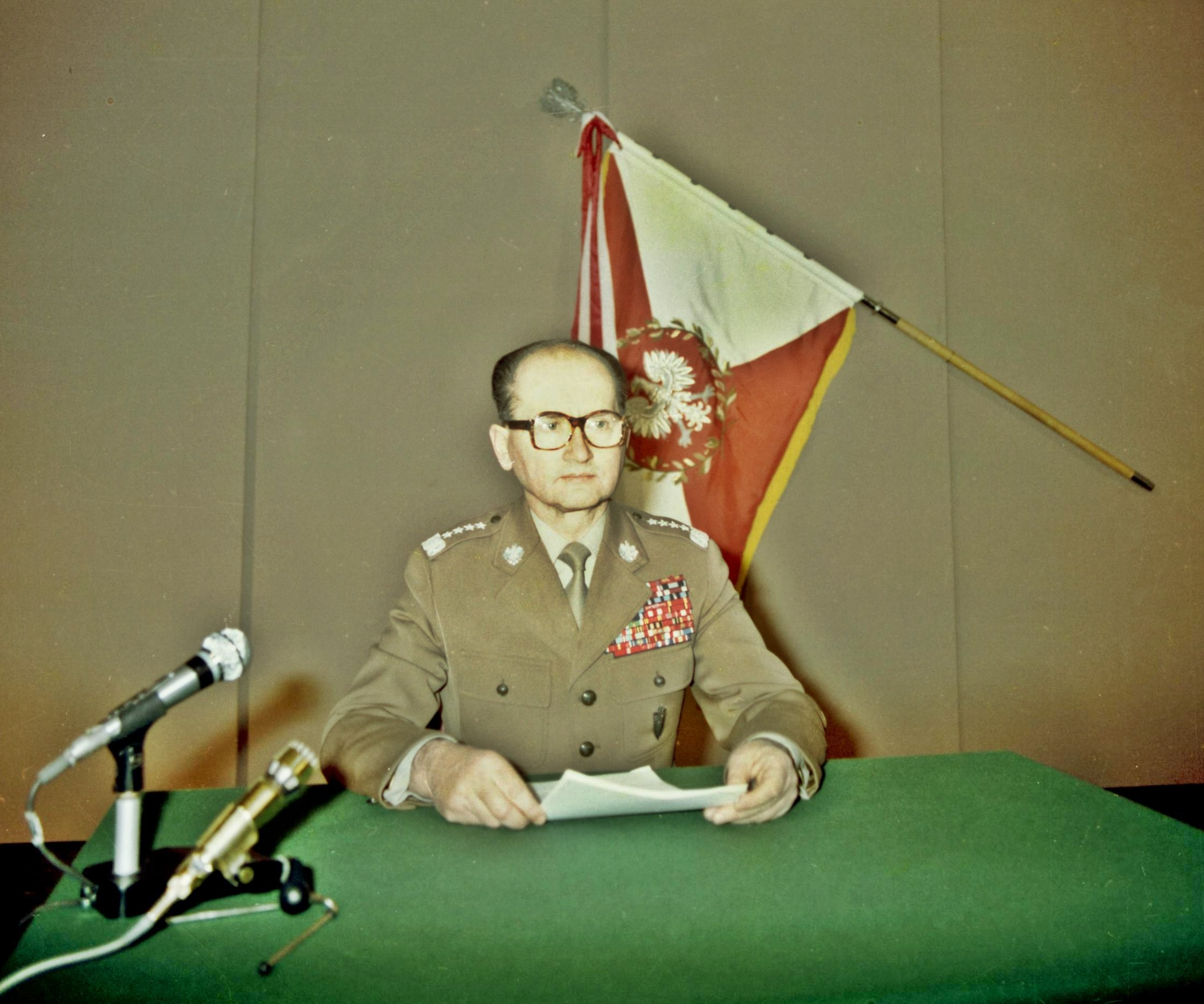
مشاهدة الجنرال فويتشخ ياروزلسكي جاهزًا في استوديو تلفزيوني لقراءة خطاب يعلن تطبيق الأحكام العرفية. وارسو، 13 ديسمبر 1981

تشير الأحكام العرفية في بولندا (بالبولندية: Stan wojenny w Polsce) إلى الفترة ما بين 13 ديسمبر 1981 و22 يوليو 1983، حين قيدت الحكومة الشيوعية السلطوية لجمهورية بولندا الشعبية الحياة اليومية بشكل جذري وفرضت الأحكام العرفية بمجلس عسكري في محاولة لخنق المعارضة السياسية، وعلى وجه الخصوص حركة التضامن. سجن آلاف نشطاء المعارضة دون توجيه تهم، وقتل ما عدده 91 فردًا. ورغم أن الأحكام العرفية ألغيت في عام 1983، فلم يطلق سراح السجناء السياسيين حتى صدور عفو عام في عام 1986.
منذ سبعينات القرن العشرين، كانت بولندا الشيوعية في انكماش اقتصادي عميق. فقد حصل الأمين الأول إدوارد جيريك على قروض كبيرة متوالية من الدائنين الغربيين لتحقيق نتائج اقتصادية أفضل، فأدت بدلًا من ذلك إلى حدوث أزمة محلية. قنت السلع الأساسية بشكل كبير، مما كان حافزًا لتأسيس أول نقابة عمالية مناهضة للشيوعية في الكتلة الشرقية، والتي عرفت بالتضامن، وذلك في عام 1980. أقيل جيريك، الذي سمح للنقابة العمالية بالظهور بموجب اتفاقية غدانسك، من منصبه بعد أقل من شهر تحت ضغط من الاتحاد السوفييتي، ووضع تحت الإقامة الجبرية. كانت سياسات بولندا التي اتسمت ببعض الليبرالية بالفعل تجاه المعارضة مقلقة للمتشددين في الاتحاد السوفييتي المجاور. فقد خشي الأخير من نبذ البولنديين للشيوعية والتحالف بأنفسهم مع الكتلة الغربية. كان السوفييت غير مرتاحين على وجه الخصوص لأن رحيل أكثر دول الكتلة الشرقية اكتظاظًا بالسكان من مجلس التعاون الاقتصادي سيتسبب في مزيد من المشاكل المالية والاقتصادية التي قد تجهز على الحكم الشيوعي في وسط أوروبا الشرقية. وبعد سلسلة من الإضرابات والاحتجاجات من قبل موظفي المناطق الصناعية الرئيسية، كانت بولندا تتجه مباشرة نحو الإفلاس.
شكل المجلس العسكري للإنقاذ الوطني من قبل الأمين الأول الجديد لحزب العمال المتحدين، لاجنرال فويتشخ ياروزلسكي، الذي كان مصممًا على وضع حد للتظاهرات وسحق المعارضة بالقوة إذا لزم الأمر. وهناك تكهنات حول ما إذا كان ياروزلسكي قد حرض الأحكام العرفية لمنع إراقة الدماء إذا دخل السوفييت ودول حلف وارسو الأخرى إلى بولندا بموجب معاهدة المساعدة المتبادلة، مثلما حدث في الثورة المجرية عام 1956 وغزو تشيكوسلوفاكيا في عام 1968. وفي 13 ديسمبر 1981، أعلن ياروزلسكي فرض الأحكام العرفية في خطاب متلفز موجه إلى الأمة بأكملها. نزل جيش الشعب البولندي وميليشيا المواطنين ووحدات زومو الخاصة والدبابات إلى الشوارع لإخافة المتظاهرين وبدء دوريات منتظمة والحفاظ على حظر التجوال. حظر السفر بين المدن ما لم يصدر إذن من السلطات، وتفاقم نقص المواد الغذائية وفرضت الرقابة مرة أخرى على شتى وسائل الإعلام والبريد. وتنصتت المخابرات السرية على الهواتف في الأكشاك العامة ومؤسسات الدولة.
في 16 ديسمبر، نظم عمال المناجم المؤيدون لحركة التضامن إضرابًا ضد إعلان الأحكام العرفية في منجم ووجيك لاستخراج الفحم في مدينة كاتوايس الصناعية. وقد قامت فرق زومو، التي لقبتها المعارضة بالجستابو الشيوعي، بتهدئة ووجيك بوحشية، ما أسفر عن 9 قتلى بين عمال المناجم. جوبهت جميع الاحتجاجات الأخرى في جميع أنحاد بولندا بالقوة المسلحة التي استخدمت خراطيم المياه والغاز المسيل للدموع والهراوات والعصي لتفريق الحشود وضرب المتظاهرين. وقد اعتقل الآلاف وتعرض البعض للتعذيب في سجون الدولة. وفي 31 أغسطس 1982، أصيب 3 أشخاص بجروح في بلدة لوبين التي عملت في تعدين النحاس. إلى أن ألغيت الأحكام العرفية في 22 يوليو 1983، قتل نحو 91 شخصًا، وهذا الرقم يتباين ولا يزال محل نقاش بين المؤرخين.

## مقدمة

### إصلاحات إدوارد جيريك (1970-1975)
عندما جاء إدوارد جيريك خلفًا لغومولكا رئيسًا للبلاد في عام 1970، اتخذ تدايبر حاسمة لتعزيز النمو الاقتصادي وتطوير بنية تحتية حديثة. عقد جيريك، بصفته شخصية أكثر ليبرالية من سلفه، العزم على جعل بولندا أغنى دولة شيوعية وأكثرها أهمية من الناحية الاقتصادية في الكتلة الشرقية. ومع ذلك، فقد استحثت هذه الأفكار مقاومة القيادات الشيوعية المتشددة، لأن الإصلاح سيتخلى بشكل فعال عن المبادئ الأساسية للاقتصاد الماركسي المخطط مركزيًا. وفي نهاية المطاف، خففت القبضة على الشركات المملوكة للدولة والأسعار أو التجارة التي تتحكم فيها الدولة. وقد بدأت الشركات الخاصة الصغيرة في الظهور وسجلت بولندا نموًا مؤقتًا في الناتج الإجمالي المحلي، وتحسنًا في ظروف المعيشة.
حافظ جيريك على علاقات وثيقة مع الولايات المتحدة، واستخدمها لاحقًا لأغراض دبلوماسية واقتصادية. ومن أجل الاستمرار في ا لإصلاحات، جرى اقتراض مبالغ كبيرة من المال من الدائنين في الكتلة الغربية. استهدفت هذه القروض المتتالية وغير المنقطعة في المقام الأول إنشاء صناعات ثقيلة أو مناجم أو منشآت تصنيع من شأنها إنتاج سلع للتصدير. وبعد ذلك سيستخدم الدخل المتوقع من الصادرات لسداد الديون. وبصرف النظر عن تمويل القطاع الاقتصادي، فإن الأموال أنفقت على الإسكان الاجتماعي وتوسيع شبكة الطرق، فمثلًا، افتتح أول طريق سريع بكامل طاقته يربط وارسو بسيليسيا الصناعية لحركة المرور في عام 1976. وعلاوة على ذلك، فقد جرى بناء أكثر من 1.8 مليون شقة لإسكان لإيواء السكان المتزايدين. وقد نما الإنتاج الزراعي بنسبة 22% تقريبًا بين عامي 1971 و1975، ونما الإنتاج الصناعي بنسبة 10.5% سنويًا. واستهل جيريك أيضًا بناء محطة وسط وارسو، التي كانت أحدث محطة سكة حديد في أوروبا في ذلك الوقت.